# 尼子秀久
尼子 秀久（あまご ひでひさ）は、戦国時代から江戸時代初期にかけての武将。尼子氏、毛利氏の家臣。

## 略歴
尼子晴久の四男として誕生。天文23年（1554年）に月山富田城にて連歌会が行われた際に、産前祈祷会が執り行われたという記録があり、これが秀久のことを示していると思われる。
永禄5年（1562年）から毛利氏による出雲国侵攻を受け、最終的に月山富田城に籠城すると、秀久は宇山久兼・佐世清宗らを率いて菅谷口を守備し、小早川隆景らと戦うが一歩も引かず奮闘した。永禄9年（1566年）、兄であり当主・義久は降伏し月山富田城は開城。秀久も兄に従い安芸国に移送され、長きにわたり幽閉されることとなる。
天正17年（1589年）、幽閉が解かれると客分として毛利輝元に遇され、安芸国内に居館を構えた。以後毛利家臣として、豊臣氏による文禄・慶長の役にも従軍している。
慶長14年（1609年）12月2日、長門国阿武郡奈古において死去した。一説によれば秀久は天正の終り頃に福定村に訪れ土着し、姓を佐近と改めて佐近又右衛門秀久と名乗り、元和元年(1615年)に当地にて死去した。その子孫が佐古氏、佐近氏である。